# Rue Caffarelli
Pour les articles homonymes, voir Caffarelli et Rue Caffarelli (Toulouse).
La rue Caffarelli est une voie du 3e arrondissement de Paris (quartier des Enfants-Rouges). 

## Situation et accès
La mairie du 3e arrondissement occupe le côté ouest de cette rue sur toute sa longueur.
Ce site est desservi par la station de métro Temple.

## Origine du nom
Louis Marie Joseph Maximilien Caffarelli (Louis Marie Maximilien de Caffarelli du Falga, 1756-1799), général du génie, tué au siège de Saint-Jean-d’Acre.

## Historique

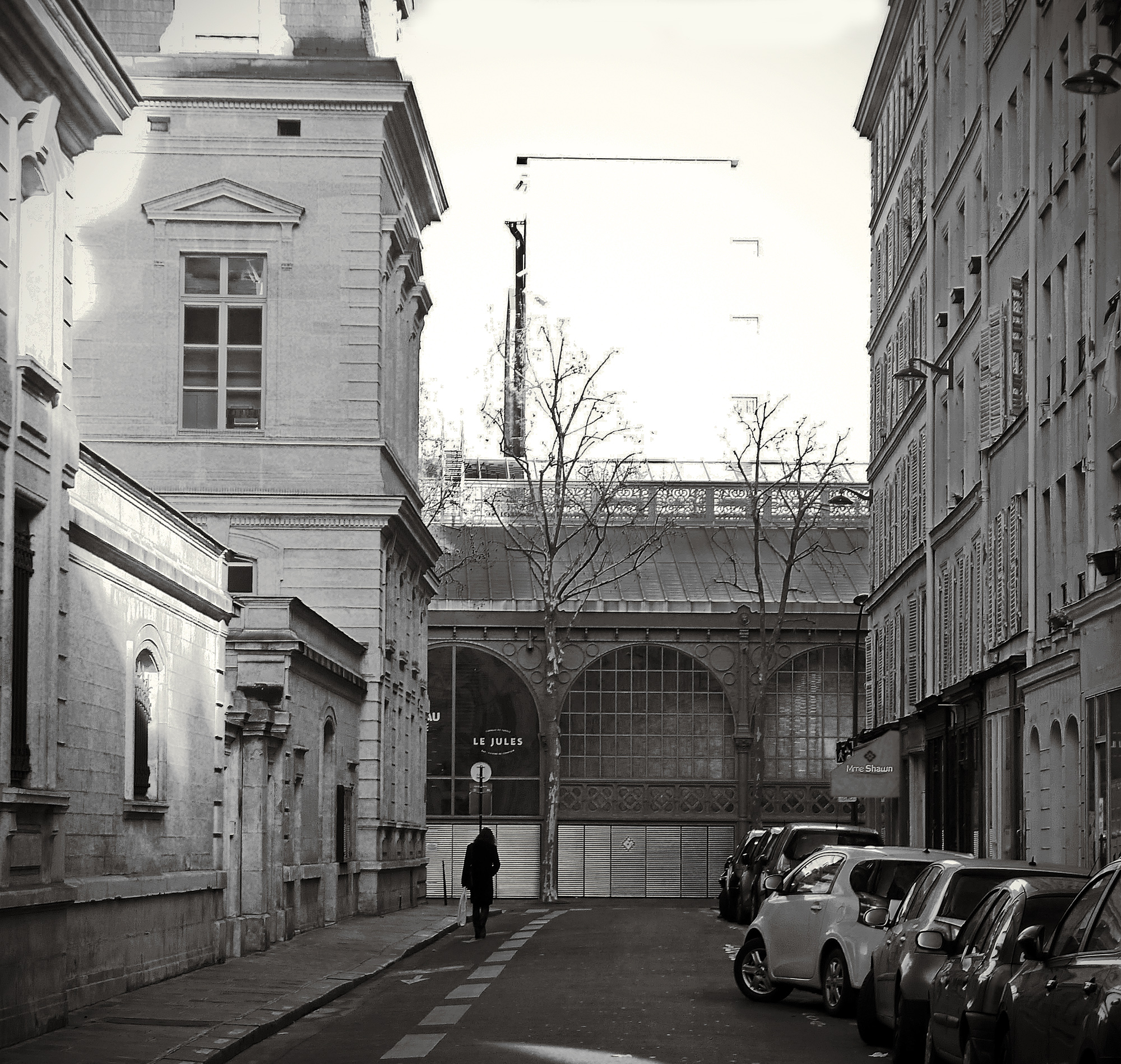
Rue Caffarelli ; à gauche, la mairie du 3e et en arrière-plan, le Carreau du Temple.

Le décret ministériel du 9 septembre 1809 a donné à cette voie, anciennement « rue de la Rotonde », le nom de « rue Caffarelli ».

## Pour approfondir